# Glaswerk
Glaswerk kan betekenen:
- in de scheikunde de verzamelnaam voor alle mogelijke glazen voorwerpen die worden gebruikt om chemische processen of meetmethoden in uit te voeren. In het laboratorium worden zeer veel verschillende glazen instrumenten gebruikt, het laboratoriumglaswerk.
- glazen voorwerpen die in het huishouden worden gebruikt. De rest van dit artikel gaat over dit soort glaswerk.

Bij huishoudelijk gebruik wordt glas gebruikt, waarbij ook verschillende eisen worden gesteld aan sterkte en bestandheid tegen temperatuur. Huishoudelijk glaswerk is soms voorzien van decoraties, bereikt door etsen, glazuur, brandschilderen, of andere kleurgeving.
Voorbeelden van artikelen die uitgevoerd kunnen worden in glas zijn:
- wijnglas, theeglas
- vaas
- ovenschaal
- karaf

Glaswerk in het huishouden is niet goed bestand tegen afwassen in een vaatwasmachine en wordt al snel dof door het afwasmiddel.

## Recycling
Kristalglas en boriumsilicaatglas mogen niet in de glasbak omdat deze een afwijkende samenstelling hebben (verschillend smeltpunt), dit verstoort het recycleproces. Het zogenaamde vlakglas (onder meer ruiten) hoort ook niet in de glasbak omdat eventuele stopverfresten het hergebruik van glas bemoeilijken. Gloeilampen, spaarlampen, tl-buizen, spiegels, theeglazen, drinkglazen en ovenschalen mogen evenmin in de glasbak.
Bijna al het glas waar geen statiegeld op zit, hoort in de glasbak. Ook kleine potjes, bijvoorbeeld voor kruiden, kunnen in de glasbak. Kurken en deksels van flessen en potten hoeven niet verwijderd te worden als het glas in de glasbak wordt gegooid. Etiketten hoeven ook niet losgeweekt te worden.